# 763 p.n.e.
| [ Edytuj tabelę ] | |
| Król Asyrii       | - 773 p.n.e. Aszur-dan III 755 p.n.e.                                                                      |
| Król Aten         | - 778 p.n.e. Ajschylos 755 p.n.e.                                                                          |
| Król Babilonu     | - 770 p.n.e. Eriba-Marduk 760 p.n.e.                                                                       |
| Władca Chin       | - 771 p.n.e. Pingwang 720 p.n.e.                                                                           |
| Władca Egiptu     | - 790 p.n.e. Osorkon III 762 p.n.e. - 774 p.n.e. Szeszonk V 736 p.n.e. - 767 p.n.e. Takelot III 755 p.n.e. |
| Król Izraela      | - 782 p.n.e. Jeroboam II 753 p.n.e.                                                                        |
| Król Judy         | - 767 p.n.e. Azariasz 740 p.n.e.                                                                           |
| Król Sparty       | - 790 p.n.e. Archelaos 760 p.n.e. - 780 p.n.e. Charilaos 750 p.n.e.                                        |
| Król Tyru         | - 774 p.n.e. Milkiram (?) 750 p.n.e.                                                                       |
| Władca Urartu     | - 764 p.n.e. Sarduri II 735 p.n.e.                                                                         |

Rok 763 p.n.e.
stulecia: IX wiek p.n.e. ~
VIII wiek p.n.e. ~
VII wiek p.n.e.

lata: 773 p.n.e. «
767 p.n.e. «
766 p.n.e. «
765 p.n.e. «
764 p.n.e. «
763 p.n.e. »
762 p.n.e. »
761 p.n.e. »
760 p.n.e. »
759 p.n.e. »
753 p.n.e.

## Wydarzenia
- 15 czerwca – asyryjscy astrolodzy odnotowali zaćmienie Słońca (zob. asyryjskie zaćmienie Słońca); dzięki odkryciu i odczytaniu tego zapisu możliwe było sprecyzowanie chronologii starożytnego Bliskiego Wschodu.

- Sarduri II został królem Urartu, za jego panowania królestwo osiągnęło szczyt świetności (data sporna lub przybliżona).

## Zdarzenia astronomiczne
- 15 czerwca – całkowite zaćmienie Słońca